# كركدن ميرك
 كركدن ميرك (الاسم العلمي: Dicerorhinus kirchbergensis) نوع منقرض من الكركدن، لكن معروف بعشرة حفريات ترجع إلى العصر الحديث الأقرب (فترة ما قبل التاريخ) اكتشفوا في منطقة واسعة من أوراسيا تمتد من البرتغال إلى الصين. عاش هذا النوع خاصة في الفترات الدافئة لهذه المناطق، وكانت تهاجر إلى الجنوب في الفترات التي كانت تذوب فيها المثالج (الأنهار الجليدية) ليحل محلها وحيد القرن الصوفي. ينتمي هذا الحيوان إلى جنس ديسيرورينوس، والذي لم يبق منه إلا وحيد القرن السومطري الذي يوشك هو أيضا علي الانقراض.
كان كركدن ميرك يعيش في أنظمة بيئية مغطاة بالأشجار وكثيرة المياه وكان يتغذى على البراعم والأوراق، ومن أجل هذا كان يملك شفة على شكل منقار تشبه شفة وحيد القرن الأسود الإفريقي، كما أن كركدن ميرك، مثل ابن عمه الإفريقي الحالي، كان يتبع نظاما غذائيا يسمح له أن يتقاسم موطنه مع نوع آخر من الكركدن، وهو كركدن السهوب والذي كان يفضل أكل الأعشاب، تماما كوحيد القرن الأبيض الإفريقي حاليا.
عاش آخر أفراد هذا النوع في بعض المناطق بشبه جزيرة أيبيرا منذ حوالي 30.000 سنة، وقد انقرضت هناك بعد فترة قصيرة بسبب برودة المناخ عندما اشتدت الحقبة الجليدية. كان أثناءها فريسة لإنسان نيانديرتال.